# Altynbek Sársenbaev
Altynbek Sársenbaıuly Sársenbaev (in kazako Алтынбек Сәрсенбайұлы Сәрсенбаев?; Qainar, 12 settembre 1962 – distretto di Talğar, 11 febbraio 2006) è stato un politico kazako, ex-ministro dell'informazione all'interno del Governo del Kazakistan, prima di diventare un leader dell'opposizione politica come parte del partito Naǵyz Ak Žol.
Nel 2003, dopo una lunga carriera in posizioni di vertice del governo kazako, tra cui la carica di segretario del Consiglio di Sicurezza e ambasciatore in Russia, Sársenbaev si è unito ai partiti di opposizione del governo per protestare contro quelle che considerava le politiche autoritarie dell'amministrazione dell'allora presidente Nursultan Nazarbaev.
Subito dopo aver deciso di prendere parte alle elezioni presidenziali del 2005, Sársenbaev ha dovuto affrontare tattiche di intimidazione da parte del governo, tra cui un'aggressione fisica da parte di individui non identificati durante un incontro della campagna presidenziale con gli elettori e il presunto pestaggio dei suoi due nipoti. È stato assassinato l'11 febbraio 2006.

## Biografia
Sársenbaev nasce nel distretto di Raiymbek, più precisamente nel villaggio di Qainar, in una famiglia di 12 figli. Nel 1982 si è laureato presso la facoltà di giornalismo dell'Università nazionale del Kazakistan "Al-Farabi" e poi nel 1985 presso l'Università Statale di Mosca.

### Carriera politica
A partire dal 1985 è stato redattore e del giornale KazTAG, per poi diventare redattore e segretario esecutivo della rivista Araı - Zarja e del giornale Orken - Horizon.
Nel marzo 1992, Sársenbaev è stato nominato capo del Dipartimento della Cultura e delle Relazioni interetniche del Presidente e, successivamente, nell'agosto 1992 come capo del Dipartimento di Politica interna per conto del presidente kazako Nursultan Nazarbaev.
Il 20 gennaio 1993, Sársenbaev viene nominato Ministro della stampa e dei media. Durante il suo incarico, il 1º luglio 1995 ha fondato il Partito Democratico del Kazakistan (KDP), di cui è stato co-presidente fino alla fusione con il partito filo-presidenziale Otan, avvenuta il 1º marzo 1999. Il 14 ottobre 1995, il Ministero è stato riorganizzato in Agenzia Nazionale per la Stampa e i Mass Media della Repubblica del Kazakistan, di cui Sársenbaev è stato presidente.
Il 13 ottobre 1997, Sársenbaev viene nuovamente nominato Ministro della cultura, dell'informazione e dell'accordo pubblico. Il 22 gennaio 1999, dopo la fusione del Ministero, è stato nominato Ministro della cultura, dell'informazione e dell'accordo pubblico fino a quando, il 5 maggio 2001, è diventato Segretario del Consiglio di Sicurezza del Kazakistan. Il 25 gennaio 2002, Sársenbaev viene nominato Ambasciatore del Kazakistan in Russia fino a quando non è stato sollevato dall'incarico il 3 novembre 2003.
Nel dicembre 2003, diventa co-presidente del Partito Democratico «Ak Žol». Dal 12 luglio al 29 settembre 2004, è stato Ministro dell'Informazione prima di dimettersi dall'incarico dopo aver accusato il governo di aver truccato le elezioni legislative del 2004. Dopo la scissione dell'Ak Žol, avvenuta il 19 aprile 2005, Sársenbaev è stato nominato co-presidente del partito non registrato Naǵyz Ak Žol.

## L'assassinio e le indagini
Il 13 febbraio 2006 i corpi di Sársenbaev, della sua guardia del corpo e del suo autista sono stati trovati morti su una strada nel distretto di Talğar, vicino alla città di Almaty, secondo quanto riferito, a faccia in giù, con le mani legate sulla schiena, e colpito alla testa a bruciapelo con una pistola.
Il successivo 22 febbraio cinque ufficiali del Servizio di Sicurezza Kazako (KNB), in particolare della divisione d'élite Arystan, sono stati arrestati per il coinvolgimento nell'omicidio di Sársenbaev. Secondo l'allora Ministro degli interni Baýyrjan Muhamedjanov, i cinque uomini sono stati pagati 25000 $ per commettere l'omicidio. Nartaı Dútbaev, il capo della sicurezza nazionale del governo, ha rassegnato le sue dimissioni il giorno seguente all'arresto dei suoi subordinati. Successivamente la polizia kazaka ha arrestato altri cinque uomini tra cui Rustam Ibragımov, un ex ufficiale delle forze dell'ordine, sospettato di aver organizzato l'assassinio.
Il 31 agosto 2006, tutti gli uomini arrestati sono stati condannati per l'omicidio di Sársenbaev. Rustam Ibragımov è stato inizialmente condannato a morte, per poi essere commutata in un ergastolo nel 2014, mentre i suoi nove complici hanno ricevuto pene detentive che variano tra i 3 e i 20 anni di reclusione.
La conclusione delle indagini, avvenuta nel dicembre 2013, è stata segnata da una conferenza stampa con il vice procuratore generale del Kazakistan e il più alto diplomatico statunitense in Kazakistan, l'ambasciatore John Ordway.
Ordway ha elogiato la "cooperazione eccezionale" tra le forze dell'ordine kazake e il Federal Bureau of Investigation (FBI) e ha sottolineato che i risultati dell'FBI sono coerenti con le conclusioni del Procuratore generale kazako. Ordway ha successivamente sottolineato che l'indagine dell'FBI era indipendente dall'ufficio del Procuratore generale e che l'FBI ha avuto pieno e immediato accesso a tutti i materiali e le informazioni.